# Tres Marxes militars (Schubert)
Les Tres Marxes militars (Marches Militaires), Op. 51, D. 733, són tres peces de Franz Schubert compostes en la forma de marxa i per a piano a quatre-mans. La primera de les tres és la més famosa i una de les músiques més populars de Schubert i sovint és coneguda senzillament com la Marxa militar de Schubert.
No se sap ben bé en quina època van ser compostes: molts experts situen la data l'any 1818, però d'altres prefereixen dates alternatives com 1822 o 1824. Si que se sap que foren compostes durant l'estada de Schubert a la casa d'estiu del comte Johann Karl Esterházya Zseliz, Hongria (actualment anomenada Želiezovce i dins Eslovàquia). També s'accepta que seria una obra composta com a mestre de música de les filles del Conte i aquesta i altres peces similars foren escrites amb propòsits pedagògics.
Les Tres Marxes militars va ser publicades a Viena el 7 d'agost de 1826, com a Op. 51, per Anton Diabelli.
Totes tenen una forma ternària, amb un trio central que porta a un repetició de la marxa principal.

## Marxa núm. 1 en re major
- Allegro vivace. El trio és en sol major.
- Aquesta marxa és una de les melodies més famoses de Schubert i ha estat arranjada per a gran orquestra, bandes militars, i diferents combinacions instrumentals.
- Apareix en altres obres, com a la Circus Polka d'Ígor Stravinski i, fins i tot, al curt de dibuixos animats de Walt Disney Santa's Workshop.
- Franz Liszt parafraseja aquesta marxa per a piano sol al Grand paraphrase de concert, S.426a.
- Carl Tausig també va escriure una versió per a piano sol, en re♭ major, que ha estat enregistrada per pianistes com Vladimir Horowitz, Evgeny Kissin, Josef Hofmann, György Cziffra, Alicia de Larrocha i Leopold Godowsky.
- Aquesta marxa va ser utilitzada com a tema musical per l'empresa Autolite per a promoure els seus productes, especialment en una campanya de 1940 amb un curt produït per l'organització Jam Handy. Una versió abreujada d'aquesta seqüència fou més tard utilitzada en anuncis televisius per la companyia, especialment en un programa de la dècada de 1950 de la CBS, que patrocinava Autolite.
- Un arranjament per a acordió va ser utilitzat en el tema musical per la BBC Radio 4 en la dramatització de 1982, A Small Town in Germany, de John le Carré.
- Aquesta cançó és remesclada per Ricoh 2A03 i utilitzada un tema a Rockman 4 Minus Infinity.
- Un fragment de la marxa és presentada com a música de fons dins el videojoc de 1985, Challenger.

## Marxa núm. 2 en sol major
- Allegro molto moderato

## Marxa núm. 3 en mi bemoll major
- Allegro moderato

## Enregistraments
Enregistraments de la versió original per a piano a 4 mans inclou, entre d'altres: Christoph Eschenbach i Justus Frantz, Radu Lupu i Daniel Barenboim, Robert D. Levin i Malcolm Bilson, Ievgueni Kissin i James Levine i Artur Schnabel i Karl Ulrich Schnabel.